# (39890) Bobstephens
(39890) Bobstephens est un astéroïde de la ceinture principale.

## Description
(39890) Bobstephens est un astéroïde de la ceinture principale. Il fut découvert le 23 mars 1998 à l'Observatoire d'Ondřejov par Petr Pravec. Il présente une orbite caractérisée par un demi-grand axe de 2,59 UA, une excentricité de 0,22 et une inclinaison de 5,5° par rapport à l'écliptique.

## Compléments